# کایلرتاون (پنسیلوانیا)
کایلرتاون (به انگلیسی: Kylertown) یک منطقهٔ مسکونی در ایالات متحده آمریکا است که در شهرستان کلیرفیلد، پنسیلوانیا واقع شده‌است. کایلرتاون ۴٫۴ کیلومتر مربع مساحت و ۳۴۰ نفر جمعیت دارد و ۵۰۱٫۷۱ متر بالاتر از سطح دریا واقع شده‌است.